# Den Gamle By
Den Gamle By, Danmarks Købstadmuseum, er et frilandsmuseum for bykultur, der ligger ved Botanisk Have på Vesterbro i Aarhus Midtby. Det åbnede i 1914 og er verdens første frilandsmuseum for købstædernes kultur og historie.
I dag består museet af 75 historiske bygninger indsamlet fra 20 forskellige byer i hele landet fra 1500- til 1800-tallet, samt en række bygninger fra 1900-tallet hentet fra 25 forskellige byer i Danmark. De fleste bygninger er åbne for besøgende; rummene er enten indrettet i original historisk stil eller organiseret i større udstillinger, hvoraf der er 5 faste med skiftende temaer.
Museets bygninger er organiseret som en lille by bestående hovedsageligt af bindingsværkshuse, oprindeligt opført mellem 1550 og slutningen af 1800-tallet i forskellige dele af landet og senere flyttet til Aarhus i løbet af 1900-tallet. I alt findes der omkring 27 stuer, kamre eller køkkener, 34 værksteder, 10 købmandsforretninger eller butikker, 5 historiske haver, et postkontor, en toldbod, en skole og et teater. Der er flere købmandsforretninger, spisesteder og værksteder spredt ud over byen, hvor museets personale optræder i roller som byens borgere, f.eks. købmand, smed osv., hvilket bidrager til illusionen om en "levende" by.
Den Gamle By har inspireret lignende projekter i andre skandinaviske byer. Både Bergen, Norge, og Åbo i Finland har efterfølgende opført lignende frilandsmuseer.

## Historie
Museets grundlæggelse skyldes den energiske skolelærer og lokalhistoriker Peter Holm, der blev opmærksom på, at købmandsgården "Den gamle Borgmestergård" på hjørnet af Immervad og Lille Torv i Aarhus skulle nedrives. Holm fik udvirket, at gården blev genopført som udstillingsbygning ved Landsudstillingen i Aarhus i 1909. Efter udstillingen var lukket, lykkedes det Holm at skaffe midler til at få genopført gården permanent. Aarhus Kommune stillede et stykke jord til rådighed i den tidligere Det Jyske Haveselskabs Have nu Botanisk Have. Den 23. juli 1914 åbnede Den Gamle By første gang for publikum. Foruden Borgmestergården var der to bygninger: et lille lysthus fra Vestergade og Frands Hansens Hus fra Mejlgade. Museets udstrækning var beskeden i begyndelsen.
Næsten femten år senere, i 1923, blev Peter Holm orienteret af Nationalmuseet om, at en stor købmandsgård i Aalborg stod til nedrivning. Peter Holm formåede at rejse de nødvendige midler for at få den overført til Aarhus. Ejendommen bestod af otte enkeltstående bygninger, og de blev genopført nær Borgmestergården. Tre år efter flytningen blev fem af bygningerne åbnet for offentligheden.
Med disse nye tilføjelser var museet ikke længere et lokalt projekt, og dets navn blev ændret til " købstadsmuseet Den Gamle By". I de følgende år blev museets samling af historiske bygninger udvidet med strukturer fra tyve forskellige byer. I takt med at antallet af bygninger voksede, voksede også samlingerne i dem. Store mængder møbler, værktøj og andet tidssvarende indhold blev doneret, og i dag er de fleste bygninger – inklusive butikker og værksteder – møbleret og fungerer stort set som de gjorde, da de oprindeligt blev opført. Især store samlinger af beklædning, legetøj, keramik og sølvtøj er blevet doneret til eller opkøbt af museet og udstilles i nogle af de større bygninger.
Peter Holm var direktør for museet i 31 år, fra 1914 til 1945, hvor han trådte tilbage. I denne periode formåede han at redde omkring 50historiske bygninger fra ødelæggelse og rejse midler til at få dem flyttet til og genopført i Aarhus.
Museets navn blev igen ændret i 1995 til "Den Gamle By. Danmarks Købstadmuseum."
I forbindelse med at Aarhus var valgt som Europæisk kulturhovedstad i 2017 åbnede en ny udstilling kaldet Aarhus Fortæller om byens historie i april måned. Henover påsken besøgte 10.000 personer udstillingen, hvilket var 32 % flere end samme periode året før, og heraf kom 2.900 langfredag, hvilket var den mest besøgte langfredag i museets historie.

## Byens udvidelse
Peter Holm blev museets første leder. Med stor energi begyndte han arbejdet for skaffe flere huse, så han kunne skabe et billede af, hvordan en dansk købstad havde set ud med gader, stræder, haver, bolig og erhverv. I de første år blev der kun tilføjet enkelte huse, men i 1920'erne og 1930'erne gik det stærkt. Fra Aalborg kom adskillige huse, da Den klingenbergske Gård blev nedrevet. Ligeledes fik Holm fat på mange bygningen fra Aarhus Mølle, der lå i Vester Allé. Da Holm trak sig tilbage i 1945 efter 31 år som leder, havde byen 44 bygninger.
Efter Peter Holm forlod Den Gamle By, gik udvidelsen af byen langsommere. Det skyldtes både en voksende forståelse for bygningernes værdi og ønsket om at bevare dem på deres oprindelige plads. Men der er også færre bevaringsværdige bygninger.
Der har under ledelse af Thomas Bloch Ravn været en stor tilgang af bygninger: Møntmestergården fra Borgergade i København, Eilschous Boliger fra Munkemøllestræde i Odense og den nye bydel fra 1900-tallet med Politikens pavillon fra Landsudstillingen i Aarhus i 1909, som er den eneste bevarede bygning derfra. I den mellemliggende periode har den stået i en kolonihaveforening i Nærum nord for København og været i brug som fælleshus.
I dag rummer Den Gamle By 75 historiske huse, værksteder og forretninger. Flere er under opførelse.

## Bybilledet
Den Gamle By er en vandring gennem købstadens historie de sidste 300 år. Gæsterne kan følge udviklingen af boliger, både for borgerskabet og de fattige og udviklingen af erhverv og forretninger.
Lige fra museets begyndelse sikrede det sig værktøj, inventar etc. fra gamle håndværksfag, så publikum kunne få indtryk af købstadens dagligliv i byens huse . Dertil kommer samlinger af ure, dragter, tekstiler, sølvtøj, fajance og legetøj, som er udstillet.
I Den Gamle By findes Helsingør Theater, der blev genrejst i 1961. Her har der været opført både opera, komedier, klassiske og moderne koncerter, ligesom det bliver brugt til foredrag og kongresser.

### Møntmestergården
I de senere år er museumsbyen vokset. I 2005 genopførtes Eilschous boliger, en enkestiftelse, som lå i det kvarter, hvor H.C. Andersen voksede op i Odense. Navnlig opførelsen af Møntmestergården fra Borgergade i København har vakt opmærksomhed. Der var i mange år været reserveret en plads på byens torv til opførelsen af et rådhus. Men ingen købstad ville af med deres gamle rådhuse. Derfor blev Møntmestergården genopført her, en fin københavnsk gård fra 1600-tallet, som siden nedtagningen i 1944 havde ligget på magasin. Bygningen, hvis indvendige genopførelse blev helt afsluttet i 2009, lukker torvet på fineste vis.

### Bryggeriet
Som enhver købstad i 1800-tallet har Den Gamle By sit eget bryggeri. Det blev etableret med sponsorat fra Bryggeriforeningen, som i 1933 stillede 30.000 kr. til rådighed. Hvidtølsbryggeriet i Den Gamle By opførtes i Aalborgbygningen og blev indviet i 1934. I efteråret 2001 blev Bryggerlavet i Den Gamle By etableret. Lige siden har bryggerlavet i udvalgte weekender og ferier brygget øl og udskænket smagsprøver i Den Gamle Bys historiske bryggeri.
Bryggerlavet består af frivillige entusiaster, der til hverdag passer deres arbejde og studier. I bryggerkælderen i Hvidtølsbryggeriet i Den Gamle By forenes de om interessen for at brygge øl på samme måde – og med samme remedier – som i midten af 1800-tallet.

### Teknologi
Museet har adskillige eksempler på teknologiske opfindelse, som har været med til at gøre livet nemmere for befolkningen, og som har betydet meget for den danske udvikling.
Et damplokomotiv fra Frichs udstilles i den Salling-inspirerede nybygning "Aarhus fortæller" fra april 2017.

## Udstillinger
Der er flere faste udstillinger: Dansk Urmuseum, Legetøjsmuseet, en sølvudstilling, en keramikudstilling, Tekstillmuseet og Dansk Plakatmuseum, foruden flere mindre særudstillinger. Ud over selve købstaden udgør disse udstillinger kernen i museet og rummer nogle af de største samlinger af historiske genstande uden for København. Ud over de faste udstillinger afholder museet flere årlige særudstillinger med genstande lånt fra andre danske og i nogle tilfælde skandinaviske byer.
Dansk Plakatmuseum
Dansk Plakatmuseum har ligget i Den Gamle By siden 2006, og er det eneste museum i landet for plakater.
Legetøjsmuseet
Legetøjsmuseet er placeret i den store købmandsgård fra Næstved og rummer omkring 6000 stykker legetøj fra 1800-tallet til 1960'erne. I stueetagen udstilles primært drengelegetøj, herunder tyske Märklin-biler og Bing-tog, mekanisk legetøj fra Lehmann, danske Tekno-biler og et noget usædvanligt indslag – trælegetøj fremstillet af indsatte i danske fængsler.
Første sal fokuserer på legetøjets pædagogiske anvendelse. I 1700-tallet begyndte man i stigende grad at anerkende barndommen som en særlig fase i menneskets liv, hvor den tidligere var blevet opfattet som en nødvendig og vanskelig overgangsperiode på vejen til at blive et "rigtigt" menneske. I slutningen af 1700-tallet så filosoffer, læger og lærere i stigende grad barndommen som en vigtig tid, hvor forældre kunne påvirke barnet i en positiv retning. Legetøj blev et vigtigt redskab i denne proces. Man mente, at man ved at give barnet et bestemt stykke legetøj kunne styre det i en bestemt retning senere i livet – f.eks. ved at påvirke piger til at blive gode husmødre og drenge til et aktivt, socialt liv med sigte på det kommercielle liv i 1800- og 1900-tallet.
Dansk Urmuseum
Dansk Urmuseum præsenterer et fuldt udstyret urmager-værksted med både tårnurmager og almindelige urmageres arbejdspladser. Museet har en stor samling af danske og udenlandske ure og viser udviklingen fra solur og timeglas til mekaniske ure. De tidligste ure fra 1500-tallet havde kun én viser til at vise timen, men senere og mere sofistikerede ure viste tiden ned til brøkdele af sekunder og planeternes positioner.
Tekstilmuseet
Tekstilmuseet er i praksis spredt ud over hele byen. Udstillingerne har til formål at fortælle historien om tekstilers brug i hjemmet – f.eks. indførelsen af gardiner og sofapuder. I løbet af 1800-tallet opstod der en tendens til at skjule møbler bag tekstiler. Håndklæder blev gemt bag broderede stykker stof, og brændeovnen blev skjult bag et broderet forhæng, og i 1890’erne lignede det gennemsnitlige hjem nærmest en æske overdækket med farvede gardiner, skærme og tekstiler. Funktionalismen i 1920'erne var et oprør mod denne tendens. Borgmestergården illustrerer tendenserne inden for boligindretning over 250 år.
Sølvudstillingen
Sølvudstillingen viser udviklingen i design og produktion i sølvindustrien fra 1600-tallets barok til funktionalismen. Samlingen omfatter værker af 310 sølvsmede fra 44 forskellige byer og købstæder. Den ældste genstand er af Niels Christensen (ca. 1637), mens den nyeste er af Henning Koppel, der var elev af Georg Jensen (1918).

## Haver
Der er fem haver i museet, som repræsenterer forskellige tidsperioder fra midten af 1600-tallet til begyndelsen af 1900-tallet. De spænder fra simple rekreative hobbyhaver til drivhushaver til kommercielt brug.
Apotekerhaven ca. 1750 er 300 m2 og er anlagt omkring et lille hus fra 1750’erne. Haven er designet i barokstil med 91 bede, som hver indeholder én type blomstrende plante, alle med medicinsk anvendelse i midten af 1700-tallet. Blandt planterne findes bl.a. bulmeurt, pigæble, mistelten, humle, belladonna, blå anemone og anis.
Handelsgartneriet Bernstoff er et drivhusområde, hvor der dyrkes blomster, planter og krydderurter til salg på det lokale torv. Det store drivhus fra Bernstorff Slot indeholder udstillingen "Oldemors Planter" om sommeren. Særligt stor er samlingen af pelargonier, med 20–30 forskellige arter.
Frk. Wahlstrøms have fra 1920 er en lille have, som hører til Lemvighuset, der blev genopført i Den Gamle By i 1982. Huset var oprindeligt beboet af en enlig kvinde, som også arbejdede i den tilstødende butik. Haven er på 700 m2 og fremstår stort set som oprindeligt, primært med græsplæne og et hjørne afsat til dyrkning af krydderurter, salater m.m. Haven er omgivet af kaprifolie, lavendel, gamle rosensorter, syren, liljer, sommerblomster og frugttræer.
Parcelhushaven fra 1864 rummer både en funktionel køkkenhave og en typisk prydhave for borgerskabet i midten af 1800-tallet. Den centrale del af haven er udformet som en stor rund beplantning med akeleje, ridderspore, nelliker og rød baldrian samt adskillige andre planter og blomster, som var almindelige på den tid. Køkkenhaven er adskilt fra prydhaven og indeholder typiske grøntsager og krydderurter samt mange mindre kendte planter, som sjældent bruges i dag.
Renæssancehaven fra 1647 er en del af Borgmestergården og blev anlagt med udgangspunkt i bogen Horticultura Danica af Hans Rasmussen Block fra 1647. Det er en lille have på 6 x 7 meter, omkranset af et rødt plankeværk og beplantet med tulipaner, vibeæg og forglemmigej arrangeret i markant renæssancestil.

## Jul i Gammelby
Danmarks Radios julekalender fra 1979, Jul i Gammelby, foregår i Den Gamle By. Udeoptagelserne fandt sted i Den Gamle By. Men optagelserne inde skete i et studie inspireret af kramboden i Borgmestergården.
I 1995 optog Danmarks Radio fortsættelsen til Jul I Gammelby – Hallo det er jul – i Den Gamle By. Her er omdrejningspunktet den telefoncentral, som ligger lige overfor Borgmestergården. Hallo det er jul handler om industrialiseringen i 1920'erne.
Begge julekalendere er udgivet på DVD.
Den Gamle By har hvert år en stor juleudstilling af julens udvikling gennem de seneste 300 år. Den blev i 2014 udvidet med et decideret julemuseum med tilhørene butik.

## Galleri
- Torvet
- Aalborggården med Empirehjørnehuset, Stenhuset og Trestokværkshuset
- Telefonkiosk fra Aarhus
- Gade i den Gamle By
- Møntmestergården og Borgmestergården
- Gade der ender på Torvet
- Møntmestergården fra midten af 1700-tallet i barok og rokoko
- Torvet
- Gade
- Bager
- Gadeforløb
- Pakhus i renæssancestil fra begyndelsen af 1600-tallet.
- Kig gennem byen
- Torvet
- Søen
- Museumspersonale
- Pouls Radio i Den Gamle By
- Bybrønden
- Parti fra Den Gamle By
- Telefonkiosk
- Tuesbøl Mølle